# Te Ururoa Flavell
Pour les articles homonymes, voir Flavell.
Te Ururoa Flavell, né le 7 décembre 1955 à Tokoroa, est un homme politique néo-zélandais. 
De 2013 à 2018, il est le co-dirigeant du Parti māori.

## Jeunesse, études et carrière avant la politique
Te Ururoa Flavell est maori, issu des iwi Ngapuhi et Ngati Rangiwewehi. Titulaire d'un diplôme de formation d'enseignant en éducation physique et sportive et en langue maori, il obtient une licence en études maori et en anthropologie à l'université d'Auckland en 1982, puis un master en langue maori à l'université de Waikato en 1985.
Il devient enseignant dans le secondaire, puis prend la tête de la faculté d'études maori à l'Institut de technologie dans le Taranaki en 1990. En 1996, il devient proviseur dans le secondaire, avant de devenir en 1999 directeur général de l'Institut d'études supérieures Te Whare Wananga o Awanuiarangi. En 2000, il devient doyen de la faculté d’études maori à l'Institut de technologie à Rotorua.

## Carrière politique
Lors des élections législatives de septembre 2005, il est élu député de la circonscription de Waiariki à la Chambre des représentants, représentant le Parti māori, puis réélu en 2008 et en 2011. Il est ainsi membre de la majorité parlementaire du gouvernement de centre droit du Premier ministre John Key à partir de 2008, le Parti maori participant à ce gouvernement. En juillet 2013, à la suite de la démission de Pita Sharples, Te Ururoa Flavell est élu co-dirigeant du parti, aux côtés de Tariana Turia. 
Il perd son siège de député lors des élections législatives de septembre 2017, qui voient le Parti maori disparaître totalement du Parlement. Il demeure toutefois vice-président du parti, sous son nouveau chef Che Wilson.